# کوه هیتونی
کوه هیتونی (به اسپانیایی: Huitoni) یک کوه در پرو است که در منطقه موکگوا واقع شده‌است. کوه هیتونی ۴٬۸۰۰ متر بالاتر از سطح دریا واقع شده‌است.